# Raapolie

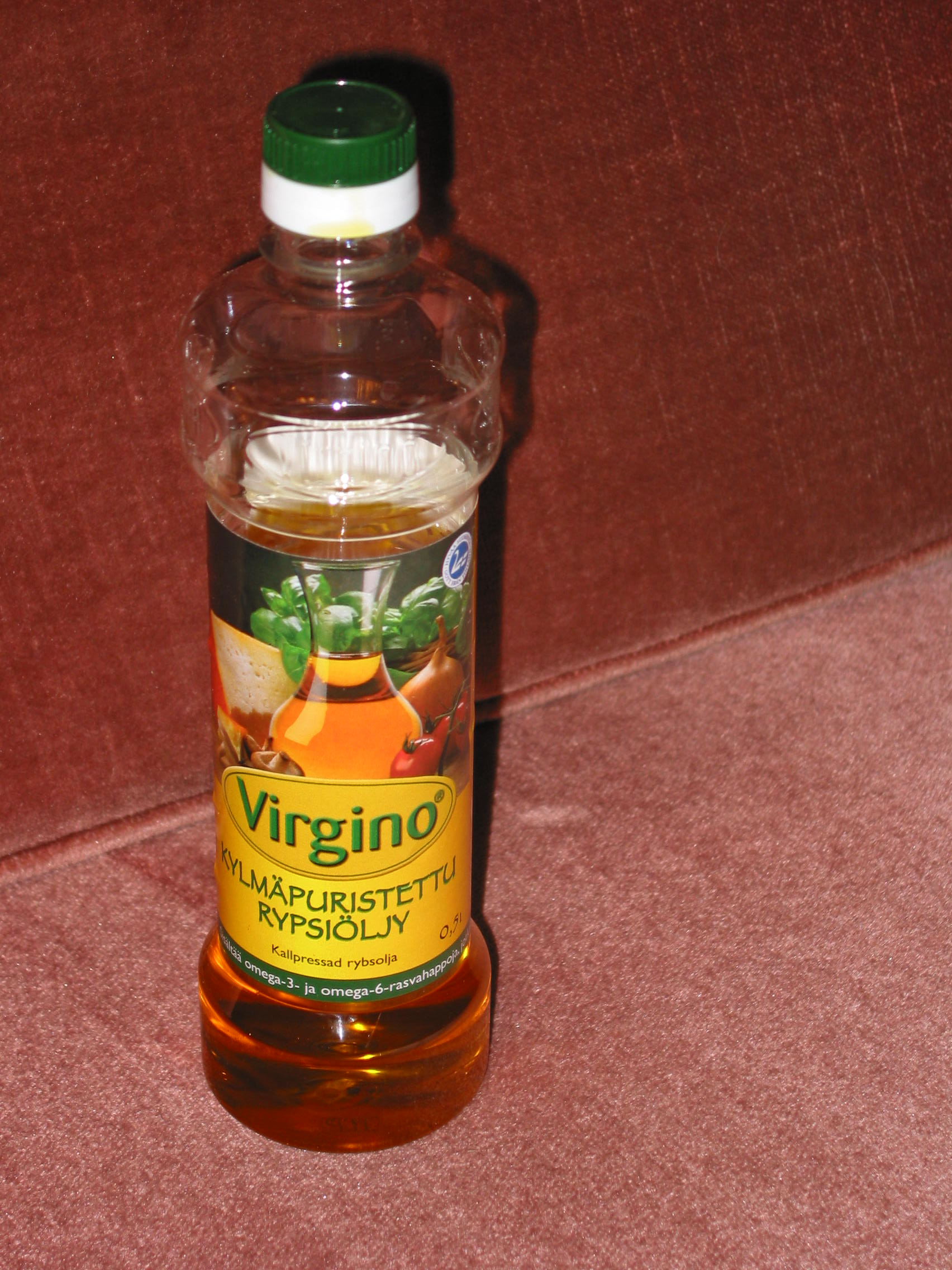
Raapolie

Raapolie of raapzaadolie is een plantaardige olie die koudgeperst wordt uit de zaden van raapzaad (Brassica rapa L. syn. Brassica rapa ssp. oleifera). Raapolie mag niet verward worden met het Engelse rape oil en het Duitse Rapsöl, omdat die olie afkomstig is uit de zaden van koolzaad. Ook wordt in Nederland koolzaadolie ten onrechte wel aangeduid als raapzaadolie.
Raapolie is bijna geheel verdrongen door de goedkopere koolzaadolie.
Bij windmolens wordt raapolie gebruikt in de taatspotten, waarin de taats van de koningsspil en de bolspil draaien. Hiernaast is raapzaadolie een bekende olie in veel keukens.